# إنغريد فان هوتين-جرونفيلد
إنغريد فان هوتين-جرونفيلد (بالهولندية: Ingrid van Houten-Groeneveld)‏ (و. 1921 – 2015 م) هي عالمة فلك من مملكة هولندا . ولدت في برلين .
توفيت في أوخستخيست، عن عمر يناهز 94 عاماً.

## التعليم
تعلمت في جامعة هايدلبرغ

## مناصب وهيئات
عملت في جامعة ليدن.